# Transatlantický obchod s otroky

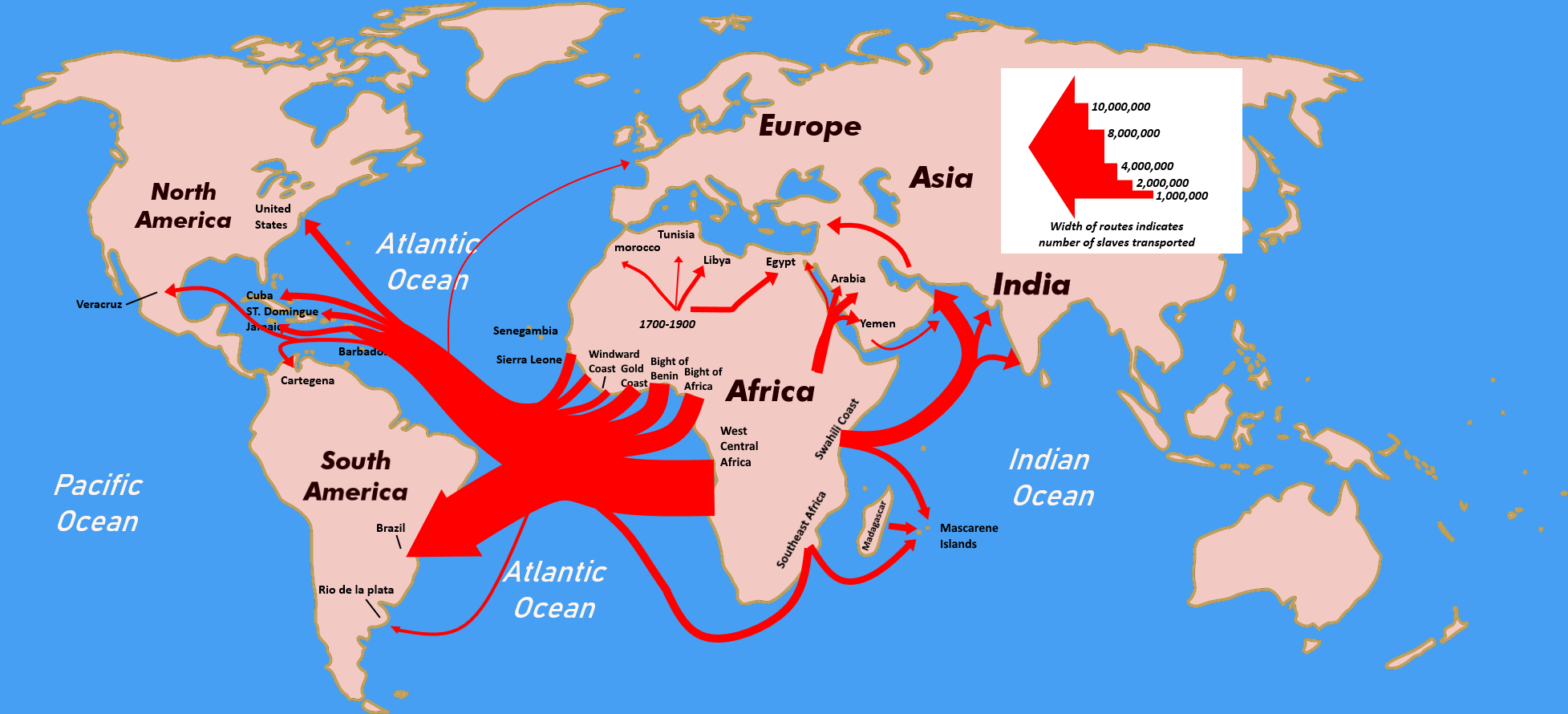
Mapa toků obchodu s otroky

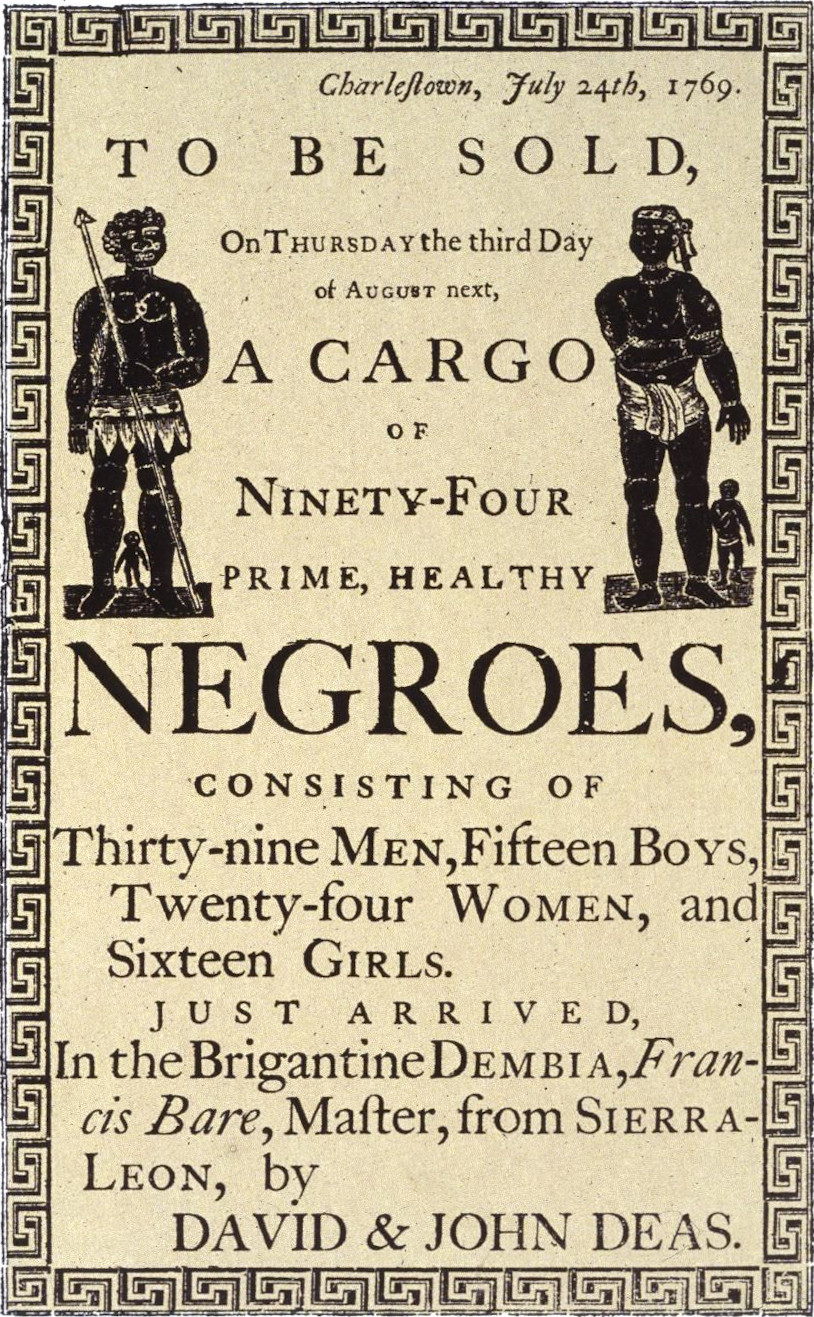
Reklama na aukci otroků

Transatlantický, atlantický nebo euroamerický obchod s otroky byl přepravou zotročených obyvatel Afriky do Severní Ameriky za účelem zisku. Existoval od 16. do 19. století. Byl součástí tzv. trojúhelníkového obchodu (Evropané vypluli do Afriky s levným nákladem zbraní, textilu, bižuterie a alkoholu, tam ho s africkými vládci vyměnili za otroky, poté je odvezli do Ameriky, kde je prodali a za utržené peníze velmi levně nakoupili cukr, tabák, bavlnu, zlato, stříbro, jež pak odvezli zpět do Evropy a zpeněžili). Většina těch, kteří byli zotročeni a transportováni, byli lidé ze střední a západní Afriky. Byli prodáni obvykle západními Afričany západoevropským obchodníkům. Někdy byli zajati přímo Evropany (zejména Portugalci) při jejich pobřežních nájezdech, nebylo to však obvyklé - průměrné délka života Evropana v subsaharské Africe byl jeden rok (kvůli malárii), proto tam nemohli Evropané operovat přímo.
Evropané shromažďovali koupené otroky v pevnostech na africkém pobřeží a poté je převáželi v lodích do Ameriky. Jako první s touto praxí začali Portugalci v 16. století. První transatlantická cesta otroků se uskutečnila v roce 1526, lidský náklad mířil do Brazílie. Brzy se zapojili další Evropané. Mají-li se evropské národy seřadit podle objemu obchodu s otroky, pak vznikne toto pořadí: Portugalci, Britové, Španělé, Francouzi, Nizozemci a Dánové. 38,5 % všech otroků zamířilo do portugalských kolonií, asi 28 % do britských (a posléze do USA), 17,5 % do španělských, 13,6 % do francouzských, 2 % do nizozemských a 0,3 % do dánských.
Ekonomiky Karibiku, zejména na jih od něj, zvláště ty založené na výrobě cukrové třtiny, kávy, tabáku, kakaa, bavlny, případně na těžbě zlata a stříbra, byly na práci dovezených otroků závislé, neboť místní Indiáni byli zdecimováni chorobami a demoralizováni.
První Afričané unesení do anglických kolonií byli klasifikováni jako „nedobrovolní sloužící“ s právním postavením velmi podobným pracovníkům pocházejícím například z Irska. Do poloviny 17. století se však právní situace, patrně na základě rasových předsudků, proměnila tak, že afričtí otroci - na rozdíl třeba od výše zmíněných Irů - se stávali majetkem svých vlastníků, a stejným majetkem se stávali jejich potomci. Otroci pak byli prodáváni na trzích s jiným zbožím a službami.
Současné odhady říkají, že přes Atlantik bylo během 400 let přepraveno asi 12 až 12,8 milionů Afričanů. Počet zakoupených byl podstatně vyšší, protože převoz měl vysokou úmrtnost. Přibližně 1,2–2,4 milionu lidí umřelo během plavby a další miliony v detenčních táborech v Karibiku po příjezdu do Nového světa. Miliony lidí také zemřely v důsledku nájezdů a lovu otrokářů, byť většinou afrických.
Většina vlád zakázala obchod s otroky na začátku 19. století (Británie roku 1807), v důsledku abolicionistických kampaní. K nelegálnímu pašování však docházelo i dále. Na počátku 21. století se několik vlád za transatlantický obchod s otroky omluvilo.